# Moniteur des tirages publics
Le Moniteur des tirages publics est un hebdomadaire économique français très apprécié des milieux industriels, qui a marqué la deuxième moitié des du XIXe siècle en France, à l'époque de la colonisation.

## Histoire
Le Moniteur des tirages publics est une société au capital de 2,5 millions de francs, dont l'objet est de fonder un hebdomadaire puis un bi-hebdomadaire, fondée en 1864  dont le siège social est domicilié au 4 avenue de l'Opéra, à Paris. Son directeur est J. Fabadis, ex-rédacteur du Bulletin financier du quotidien Le Constitutionnel. Elle sera achetée par le Crédit général français en 1875. 
Deux ans après sa création, à partir de mars 1866, le Moniteur des tirages publics est confronté à un environnement difficile : la Bourse a entamé un mouvement baissier. Il a cependant 14 000 abonnés deux ans après sa création, puis monte à 80 000 abonnés, un chiffre élevé pour un journal économique, malgré des critiques récurrentes, sur le poids de la presse financière, affirmant par exemple qu'il incite ses lecteurs à acheter des actions de son propriétaire le Crédit général français. 
C'est le seul journal financier de seize pages qui paraisse deux fois par semaine. Il publie une revue de toutes les valeurs cotées ou non cotées, la liste de tous les tirages, la cote complète de toutes les valeurs, et tous les renseignements utiles. Il a pour concurrents Le Journal des chemins de fer, créé au début de l'année 1842 par l'Anglais F.R. Whithelock, autre grand succès de la presse boursière, mais aussi Le Moniteur de la Bourse et de la Banque et Le Moniteur financier. 